# Giovanni Antonio da Brescia
Giovanni Antonio da Brescia (fl. 1490 - 1525) est un graveur italien de la Renaissance. Son œuvre comprend près de 150 pièces depuis que lui sont attribuées celles de Zoan Andrea, les deux artistes étant une seule et même personne.
Il a commencé sa carrière auprès d'Andrea Mantegna à Mantoue, puis s'est installé à Rome où il a eu une certaine influence, entre autres sur Marcantonio Raimondi.

## Biographie
Né à une date inconnue, Giovanni Antonio est peut-être natif de Brescia bien qu'aucun document administratif n'en témoigne, à part sa signature, qui, au milieu de sa carrière, était rédigée sous trois formes :  « Io. An. Bx. », « Io. An. Brixia.s » ou « Io. Anton. Brixian. », Brixian signifiant « de Brescia ». Auparavant, il signait par les initiales « Z » et « A », composant un monogramme, et que l'on avait traduit par « Zoan Andrea », et assimilé à un autre artiste, pour une vingtaine de gravures au moins. Or, Zoan (ou Zovanni) c'est Giovanni en dialecte vénitien. Les deux œuvres aujourd'hui n'en font qu'une.
La trace de ses premiers travaux remonte à 1490, lorsqu'il se trouve à Mantoue, collaborateur ou simple fournisseur de l'atelier d'Andrea Mantegna ; le maître était exigeant, et, comme pour Gian Marco Cavalli embauché à l'approche de la trentaine, on suppose alors que Giovanni Andrea avait également atteint une certaine maturité. Il reprend de nombreux motifs du maître en gravure dont Hercule et Antée, La Descente aux limbes, L'Allégorie du Vice et de la Vertu, Les Quatre Muses dansant et Les Triomphes de César.
Vers 1490, il est à Milan où il grave des compositions d'après Léonard de Vinci.

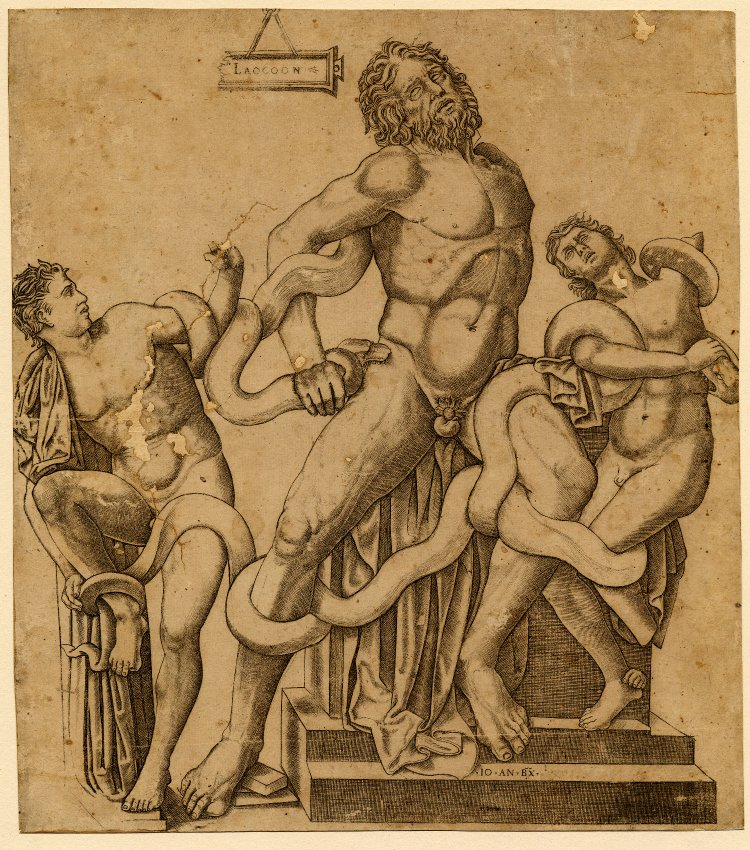
Le groupe du Laocoon dans l'une de ses premières représentations (après 1506, signée, British Museum).

Il est prouvé qu'il s'installa ensuite à Rome, entre 1506 et 1513 : ses derniers travaux gravés témoignent en effet de motifs uniquement visibles dans cette ville, comme le fameux marbre dit du Laocoon, sorti de terre en 1506, et qu'il fut le premier à reproduire, avant l'ajout de certaines parties manquantes, effectué en 1523. Il a une certaine influence sur Bartolomeo Montagna et son fils Benedetto Montagna, travaillant à Vicence, et sur Marcantonio Raimondi, arrivé à Rome en 1510.
On pense aussi qu'il est allé à Florence, copier des compositions de Filippino Lippi. 
Ses dernières gravures traduisant des toiles peintes vers 1519-1520, on suppose qu'il disparaît après cette date. Certains estiment à 1525 la date de sa dernière production.

## Œuvre gravé

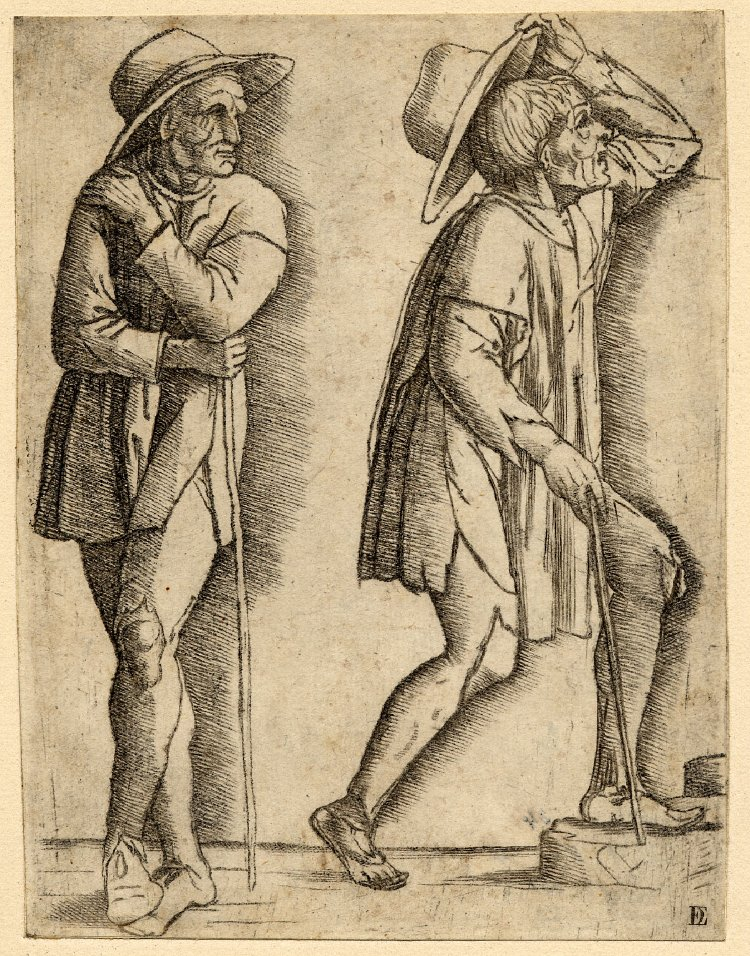
Deux Paysans, avant 1506 (monogramme en bas à gauche).

Giovanni Antonio grave essentiellement des figures, lesquelles occupent tout l'espace de la composition, laissant peu de place aux fonds paysagers, au contraire d'un pionnier comme Albrecht Dürer, dont il copie quatre compositions après 1507. On compte aussi des ornements, destinés sans doute à des commandes d'arts appliqués. Sa technique de gravure sur cuivre est le burin et la pointe sèche.